# Steinweg 78 (Quedlinburg)

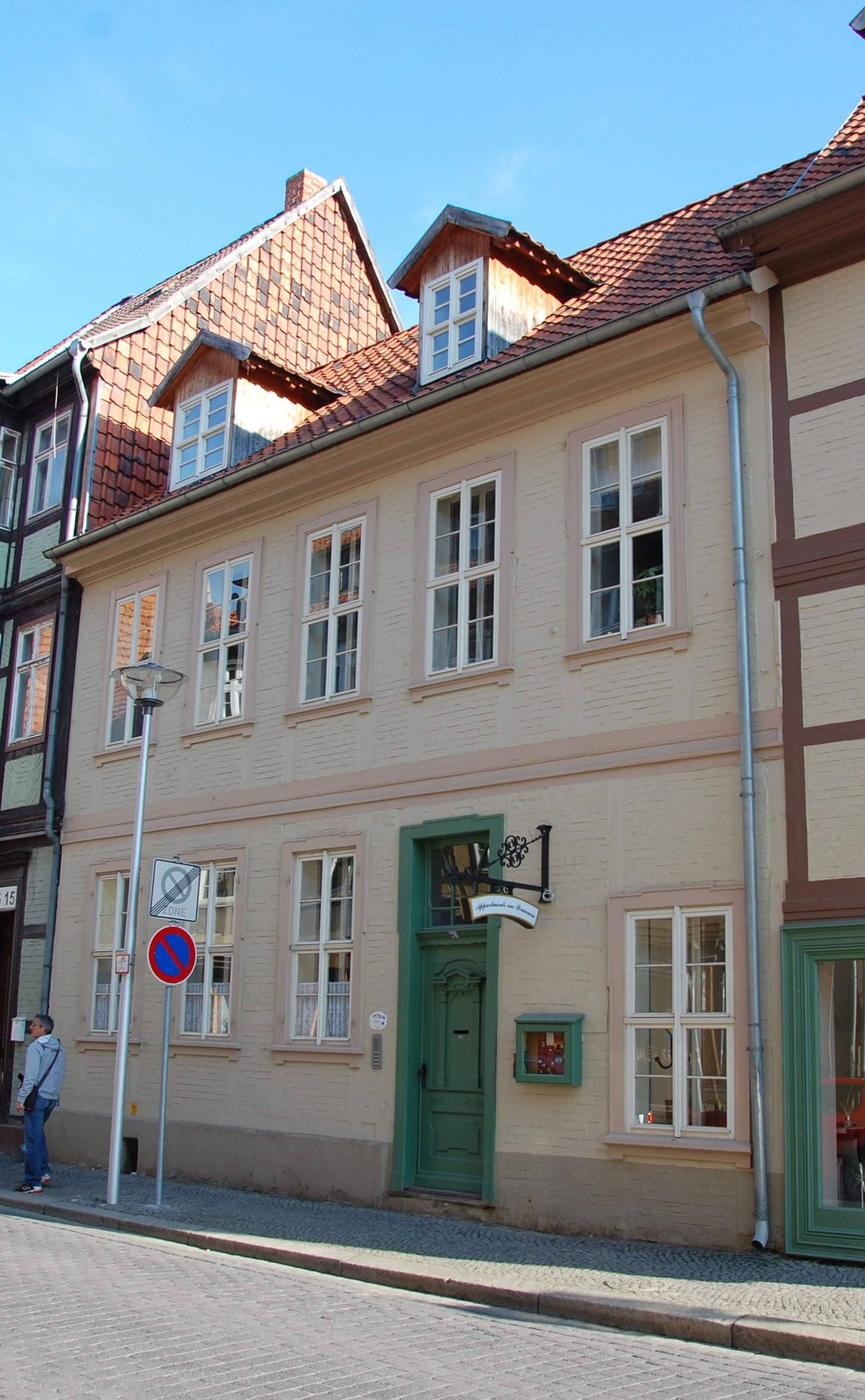
Haus Steinweg 78

Das Haus Steinweg 78 ist ein denkmalgeschütztes Gebäude in der Stadt Quedlinburg in Sachsen-Anhalt.

## Lage
Es befindet sich in der historischen Quedlinburger Neustadt auf der Südseite des Steinwegs und gehört zum UNESCO-Weltkulturerbe. Im Quedlinburger Denkmalverzeichnis ist es als Wohnhaus eingetragen. Östlich grenzt das gleichfalls denkmalgeschützte Haus Steinweg 77, westlich das Haus Steinweg 79 an.

## Architektur und Geschichte
Das zweigeschossige, traufständige Fachwerkhaus entstand in der Mitte des 18. Jahrhunderts. Es ist schlicht gestaltet. An der Haustür und den Fenstern finden sich Ohrenfaschen. 
Anfang des 21. Jahrhunderts erfolgte eine Sanierung. Im Haus befinden sich Ferienappartements.